# William Barnes (poeta)
William Barnes (ur. 22 lutego 1801, Bagber, zm. 7 października 1886, Winterbourne Came) – angielski duchowny, językoznawca, pisarz, poeta, muzyk i artysta plastyk.

## Życiorys
William Barnes był człowiekiem wielu talentów. Wykonywał też różne zawody. Zanim został ordynowany jako pastor Kościoła Anglikańskiego, był pracującym u podstaw urzędnikiem, nauczycielem i kierownikiem szkoły. Do wszystkiego doszedł samodzielnie, ponieważ początkowo praktycznie mnie miał żadnego formalnego wykształcenia. Dopiero później uzyskał dyplom z teologii. Znany jest przede wszystkim jako poeta, językoznawca i lokalny patriota Dorsetshire, który w swojej twórczości lirycznej zachował miejscowy dialekt. Był też jednak matematykiem amatorem, muzykiem i artystą plastykiem, autorem grafik. 
William Barnes urodził się 22 lutego 1801 na farmie Rushay w Bagber jako syn Johna i Grace Barnesów. Był piątym z prawdopodobnie sześciorga dzieci. Chodził do szkoły do piętnastego roku życia. Później pracował na swoje utrzymanie. W 1827 ożenił się z Julią Miles. Była ona towarzyszką życia i pracy poety. Razem z nią prowadził szkołę. Duchownym został w 1847. W 1851 uzyskał dyplom w St John's College w Cambridge. Pełniąc obowiązki duchownego, rozwijał twórczość poetycką i pracę naukową. Interesował się żywo zagadnieniami języka. 
William Barnes zmarł 7 października 1886 w Winterbourne Came. Poeta został pochowany na cmentarzu Świętego Piotra w Winterbourne Came. Na jego grobie znajduje się krzyż celtycki.

## Twórczość
William Barnes pisał wiersze o wiejskim życiu w hrabstwie Dorsetshire, posługując się używanym w nim dialektem. Swoje utwory publikował w Dorset County Chronicle. Najważniejszy tomik poetycki, Poems of Rural Life in the Dorset Dialect wydał w 1844. W 1859 opublikował Homely Rhymes. Uważany jest za jednego z najlepszych poetów wiejskich w literaturze angielskiej.
Poezja i językoznawcze prace Williama Barnesa wywarły wpływ na wybitnych poetów Thomasa Hardy'ego i Gerarda Manleya Hopkinsa. Thomas Hardy poświęcił Barnesowi wiersz The Last Signal i wydał wybór jego wierszy.
Jakkolwiek Barnes był poliglotą, znającym w choćby minimalnym stopniu kilkadziesiąt języków, dał się poznać jako purysta. Postulował wyrugowanie z literackiego angielskiego słów obcych, zwłaszcza greckich i łacińskich, i zastąpienie ich rodzimymi neologizmami. W 1854 opublikował Philological Grammar, w której uwzględnił fakty z sześćdziesięciu języków.
Twórczość Williama Barnesa przypomniał australijski uczony Thomas L. Burton.